# Chlef (provins)
36°10′N 1°20′Ø / 36.17°N 1.33°Ø
Provinsen Chlef (arabisk: ولاية الشلف, berbisk: ⵛⵍⴻⴼ) er en af Algeriets 48 provinser. Administrationscenteret er Chlef.